# Circonscription de Asgede Tsembela
La circonscription de Asgede Tsembela est une des 38 circonscriptions législatives de l'État fédéré du Tigré, elle se situe dans la Zone nord-ouest. Sa représentante actuelle est Roman Gebreselassie Meshesha.